# Tour du Limousin 2008
La 41e édition du Tour du Limousin s'est déroulée du 19 au 22 août 2008, et a vu s'imposer le Français Sébastien Hinault. L'épreuve fait partie de l'UCI Europe Tour 2008.

## La course
Le premier jour, 3 hommes s'échappent : Geoffroy Lequatre, Hannes Blank et Nicolas Roche. 
Ce dernier lâche ses compagnons d'échappée dans le Maupuy à 9 kilomètres de l'arrivée.
La seconde étape se conclut au sprint pour la première victoire d'étape d'un Japonais, Yukiya Arashiro.
Un groupe de 22 hommes termine avec 30 minutes d'avance à Cublac le troisième jour. Sébastien Hinault réalise le coup double.
Benoît Vaugrenard s'impose lors de la dernière étape à Limoges en attaquant à 2 kilomètres de l'arrivée.
Sébastien Hinault remporte le Tour du Limousin avec 1 seconde d'avance seulement sur l'Australien Allan Davis.

## Classements des étapes
| Étape     | Date    | Villes étapes       | Vainqueur d'étape | Équipe                | Leader du classement général | Équipe          |
| 1re étape | 19 août | Limoges - Guéret    | Nicolas Roche     | Crédit agricole       | Nicolas Roche                | Crédit agricole |
| 2e étape  | 20 août | Bellac - Bellac     | Yukiya Arashiro   | Meitan Hompo          | Nicolas Roche                | Crédit agricole |
| 3e étape  | 21 août | Brive - Cublac      | Sébastien Hinault | Crédit agricole       | Sébastien Hinault            | Crédit agricole |
| 4e étape  | 22 août | Chamboret - Limoges | Benoît Vaugrenard | La Française des jeux | Sébastien Hinault            | Crédit agricole |

## Classement final
| 1.  | Sébastien Hinault  | Crédit agricole       |
| 2.  | Allan Davis        | Mitsubishi-Jartazi    |
| 3.  | Yukiya Arashiro    | Meitan Hompo          |
| 4.  | José Joaquín Rojas | Caisse d'épargne      |
| 5.  | Pierrick Fédrigo   | Bouygues Telecom      |
| 6.  | Geoffroy Lequatre  | Agritubel             |
| 7.  | Francis Mourey     | La Française des jeux |
| 8.  | Jérôme Pineau      | Bouygues Telecom      |
| 9.  | Jérémie Galland    | Auber 93              |
| 10. | David López García | Caisse d'épargne      |